# Banán

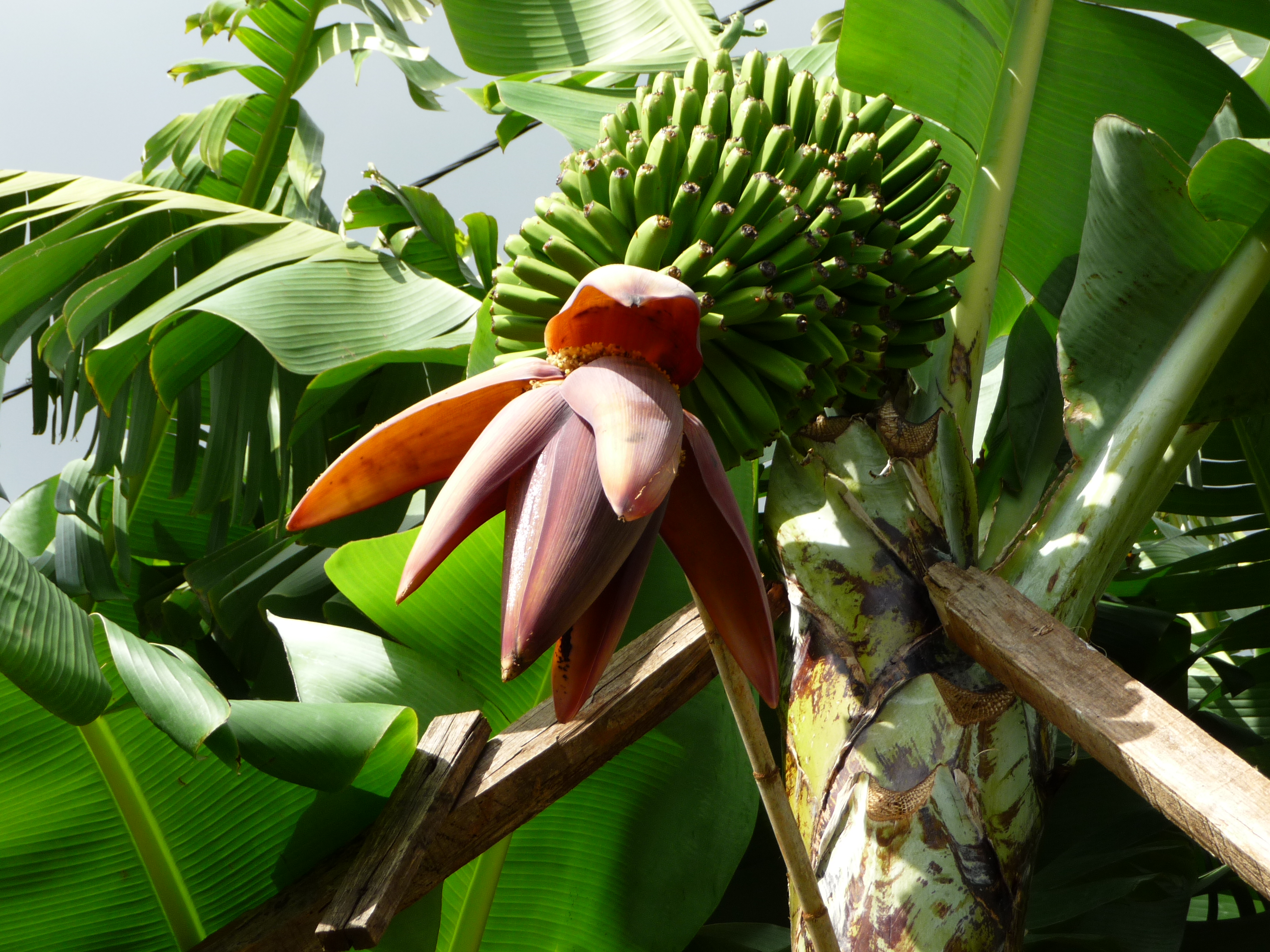
Banán termése (Madeira, Câmara de Lobos)

A banán a trópusokon elterjedt és termesztett egyszikű, lágy szárú, bár gyakran fatermetű növények nemzetsége a banánfélék (Musaceae) róluk elnevezett családjában. A világ legmagasabb egyszikű, lágy szárú növénye.

## Etimológia
Világszerte használt neve nyugat-afrikai, feltehetőleg volof eredetű

## Megjelenése, felépítése
A fatermetű növény 3-10 méter magas törzse valójában áltörzs, ami a felállva egymásra boruló, egymást spirálisan követő levelek kemény hüvelyeiből alakul ki. A szabadban levéllemezei többnyire tagoltak, mivel erősebb szél hatására a levélerek között a levél felhasadozik. Gyökérzete a föld alatti gyöktörzsből (rizóma) ágazik szét.
A 2 m hosszt is elérő, lecsüngő, összetett fürtvirágzata hosszú virágtengelyen, a csőszerű áltörzsön áttörve nő ki annak közepéből. A gazdagon elágazó, egylaki virágzatban fölül nőnek a porzós, alul a termős virágok — a virágzat alsó 1-12, spirálisan elhelyezkedő ágán többnyire 14-18, párosával növő virággal. Minden részvirágzatot egy-egy lila murvalevél ölel körül.
Termése bogyótermés (tulajdonképpen áltermés). A többnyire 10–15 cm hosszú, hajlott, sokszögletű, tompa végű, zöldessárga gyümölcsök közös száron helyezkednek el. A vadbanánok gyümölcsében nagy, kemény magok találhatók,  a termesztett triploid változatok magtalanok.

## Életmódja, termőhelye
A banán trópusi növény; kevéssé fagyálló.
9-10 hónapos korában virágzik, méghozzá fokozatosan, alulról fölfelé. Termése kb. 3 hónap alatt érik be; ezután az áltörzs elpusztul, és a rizómából új növény sarjad. A vadon élő fajokat kis madarak porozzák be.
A termesztett, magtalan fajokat vegetatívan, sarjaztatva szaporítják. Ezek a termesztett banánfajok egy-egy közös ős klónjai, amelyek betegségekkel szembeni ellenálló képessége elmarad a vad ősökétől.

## Termelése
2023-ban a banánt 121 országban termesztették 5,9 millió hektár földterületen, és az éves termésmennyisége meghaladta a 139,2 millió tonnát. 2013 és 2023 között a banán földterülete 5,4 millió hektárról 5,9 millió hektárra (9,3%) nőtt, míg a termésmennyisége 111,7 millió tonnáról 139,2 millió tonnára (24,6%) nőtt.
A világ legnagyobb banán termelői közé tartozik India (26,2%), Kína (8,6%), Indonézia (6,7%), Nigéria (5,2%) és Ecuador (5,1%). Ezek az országok a 2023-as termelésük alapján az első öt helyen álltak. 2023-ban India, Kína, Indonézia, Nigéria és Ecuador az éves termés több mint felét (51,8%) adták a világ banán termelésének.
Legnagyobb exportáló országok Ecuador (28,6%), Costa Rica (11,1%) és Guatemala (9,9%), míg a legnagyobb importországok az Egyesült Államok (18,9%), Kína (7,7%) és Japán (6%).
Magyarország nem termeszt banánt, így az ország behozatalra szorul. Magyarország főleg Németországból (31,6%), Belgiumból (20,2%) és Szlovákiából (13,3%) importál banánt. A behozott banán egy részét tovább értékesíti az ország, főleg Csehország (34,8%), Románia (33,6%) és Horvátország (12,7%) felé.

## Fontosabb fajok és felhasználásuk
A banánt Carl von Linné svéd természettudós eredetileg két csoportba sorolta: főzőbanán  és desszertbanán.
A nemzetségükbe több mint hetven faj és hibrid tartozik.

### Étkezési banán
A legfontosabb gyümölcstermő faj az étkezési banán (Musa x paradisiaca). Termésének főleg keményítőtartalma jelentős. Évi 50–70 kg gyümölcsöt érlel.
- Jellegzetes zamatú húsát frissen fogyasztják vagy szárítva (lisztként, illetve pehelyként) forgalmazzák.
- A zölden szedett, éretlen gyümölcsöt az értékesítés helyén utóérlelik.
- A zöld banán 90-95% relatív páratartalmú térben 14-15 °C-on 10-20 napig tárolható. Éretten 13-16 °C-on tanácsos tartani, mert 13 °C alatt szürkül. Így 5-10 napig tartható el.

A kevéssé édes, de nagy keményítőtartalmú változatokat a krumplihoz hasonlóan sütve, illetve főzve, köretnek eszik. Egyes fajtáival állatokat takarmányoznak. Az Ugandában és Tanzániában termő fajokból sört főznek.
Ennek legédesebb (legtöbb cukrot tartalmazó) fajtáját régebben Musa sapientum néven megkülönböztették az alapfajtól; ez a név mára már nem használatos.

#### Táplálkozási jellemzői
| Energia 89 kcal 371 kJ |         |
| Szénhidrátok | 22.84 g |
| - Cukrok 12.23 g |         |
| - Étkezési rostok 2.6 g |         |
| Zsír | 0.33 g  |
| Fehérje | 1.09 g  |
| A-vitamin ekviv. 3 μg | 0%      |
| Tiamin (B1-vitamin) 0.031 mg | 3%      |
| Riboflavin (B2-vitamin) 0.073 mg                                                                                                | 6%      |
| Niacin (B3-vitamin) 0.665 mg | 4%      |
| Pantoténsav (B5-vitamin) 0.334 mg                                                                                               | 7%      |
| B6-vitamin 0.367 mg | 28%     |
| Folsav (B9-vitamin) 20 μg | 5%      |
| C-vitamin 8.7 mg | 10%     |
| Kalcium 5 mg | 1%      |
| Vas 0.26 mg | 2%      |
| Magnézium 27 mg | 8%      |
| Foszfor 22 mg | 3%      |
| Kálium 358 mg | 8%      |
| Cink 0.15 mg | 2%      |
| A százalékos értékek az amerikai felnőttek számára javasolt napi mennyiségre (RDA) vonatkoznak. Forrás: USDA tápanyag adatbázis |         |

Mivel a gyümölcs (valójában lágy szárú növény) könnyen emészthető, ezért kisbabáknak is adható, a gyomorból 110 perc alatt kiürül. Ajánlható gyomorfekélyben szenvedőknek. Több táplálkozási szakértő gyógyhatásúnak tartja; ennek okaként főleg az A-, U- és E-vitamint, a vasat, rezet, jódot, mangánt és foszfort említik. Különösen sok benne a B6-vitamin. Jelentős szénhidrát-tartalma miatt fogyókúrázóknak nem ajánlott. Savtartalma a legtöbb gyümölcsénél jóval kisebb, emiatt már csecsemők is ehetik (Terebess). Sportolók számára kiváló szénhidrátforrásként szolgál, főleg edzések előtt kellő idővel fogyasztva.
A magyar táplálkozási tanácsadókban és honlapokon kalcium-tartalmára gyakran 110 mg/100 g-ot adnak meg — ez sokkal több a külföldi adatbázisokban szereplő értéknél. Bíró György megerősítette, hogy az adat tévesen szerepelt a Bíró-Lindner Tápanyagtáblázat című könyvben.[forrás?] Ezért a tej kalcium-tartalmának pótlására vagy a csontritkulás kezelésére a banán nem ajánlható; az ilyen közlések tévesek.

## Származása, elterjedése

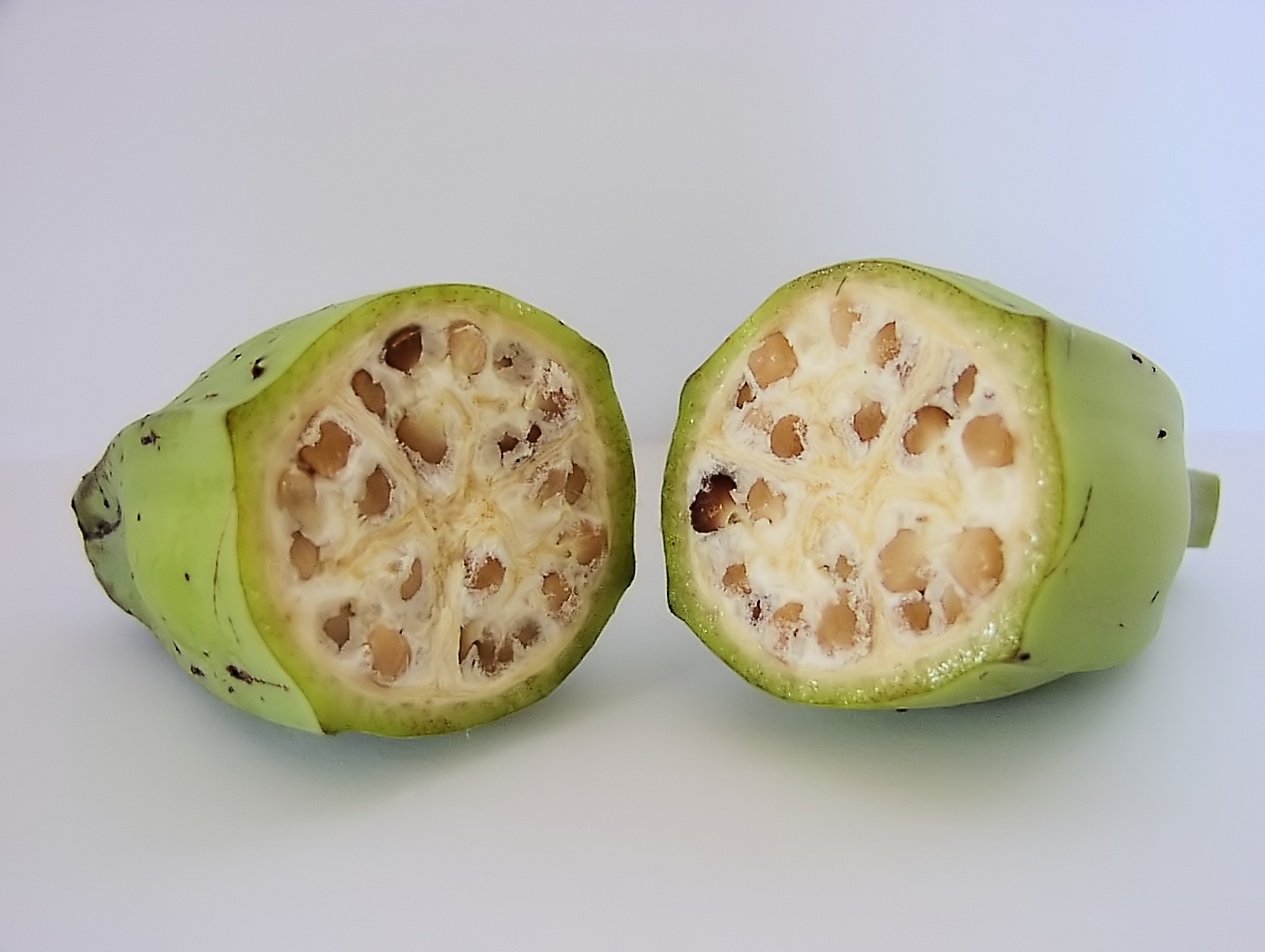
Vadbanán belseje

A vadbanán a mai termesztett banánfajok őse, őshazája Délkelet-Ázsia. Az Indonéziától Vietnámig húzódó monszunerdőkben ma is él két vad faja, a törpe banán (Musa acuminata) és a Musa balbisiana — ezek a ma ismert, gyakran hibrid változatok ősei.
Valószínűsítik, hogy először Új-Guineában kezdték termeszteni. Az Új-Guinea és Délkelet-Ázsia közti szigetvilágban fokozatosan, szigetről szigetre terjedt. A görögök i. e. 333-ban már ismerték. Plinius elbeszélése szerint Nagy Sándor katonái is megkóstolták indiai hadjáratukon. Észak-Egyiptomba és a Közel-Keletre arab kereskedők telepítették be a 7. században.
A portugálok a 15. század elején(?) banánsarjakat telepítettek Nyugat-Afrikából a Kanári-szigetekre. Egy spanyol dominikánus szerzetes, Thomas de Berlengas, Panama későbbi püspöke vitte magával a banánt 1516-ban Santo Domingóba; innen terjedt el az amerikai kontinensen mint az Amerikába hurcolt rabszolgák egyik fő tápláléka.
A 21. század elején a legtöbb banán Indiában és Kínában termett, ezek az országok azonban csak belföldi fogyasztásra termesztenek.
A századfordulón a legnagyobb exportőrök az úgynevezett banánköztársaságok: Guatemala, Honduras, Ecuador, Costa Rica, Panama voltak. A 21. század elején a legnagyobb exportőr Ecuador. (Ezért a banánt sokan helytelenül amerikai növénynek tartják.)
A 21. században Magyarország déli határvidékén (főleg a Dráva mentén) egyre több helyen a kertekben is ültetik, de termése gyakorlatilag csak az melegházakban érik be.

### Szobabanán
A törpe banán szobanövényként tartott változatát egyes szerzők Musa cavendishii néven külön fajként ismertetik; más szerzők szerint ez a megkülönböztetés botanikailag nem indokolt. 0,5–2 m magasra nő. Nagy, puha levelei világoszöldek. A hosszú, csüngő virágkocsányon fejlődő virágok kis banánokká érnek. Gyümölcse nem ehető, de mutatós kinézete miatt eléggé felkapott szobanövény.

### Óriás banán
A Musa ingens 15 m magasra is megnő

### Manilakender
A Musa textilist rostjaiért, ipari növényként termesztik, és főleg zsákszövetet készítenek belőle.

## A banán mint energiaforrás
A banántermelő országokban rendkívül sok gondot okoz a banánhéj hasznosítása. Ruandában például két millió tonna gyümölcs terem évente és ennek csak kis része hasznosítható ehető gyümölcs formájában. A többi, levél, szár, héj, mind hulladék és megsemmisítése óriási probléma. A nottinghami kutatók megtalálták a banánhéj hasznosításának egyik legegyszerűbb módját. Mike Clifford, az egyetem műszaki karának professzora szerint a banánbrikett lehet a jövő energiaforrása a fában szegény országok számára. A növényi hulladék fűtőanyaggá történő alakítása a fenntartható fejlődés egyik alappillére.

### Fűtőanyaggá alakítása
A rothadt gyümölcsöket és a banánhéjat pasztává keverik. Ehhez a keverékhez Angliában fűrészport, míg Afrikában szárított banántörzsmorzsalékot kevernek. Az anyagot briketté préselik és negyven Celsius fokon szárítják — kemencében vagy egyszerűen a napra kitéve.

## Galéria

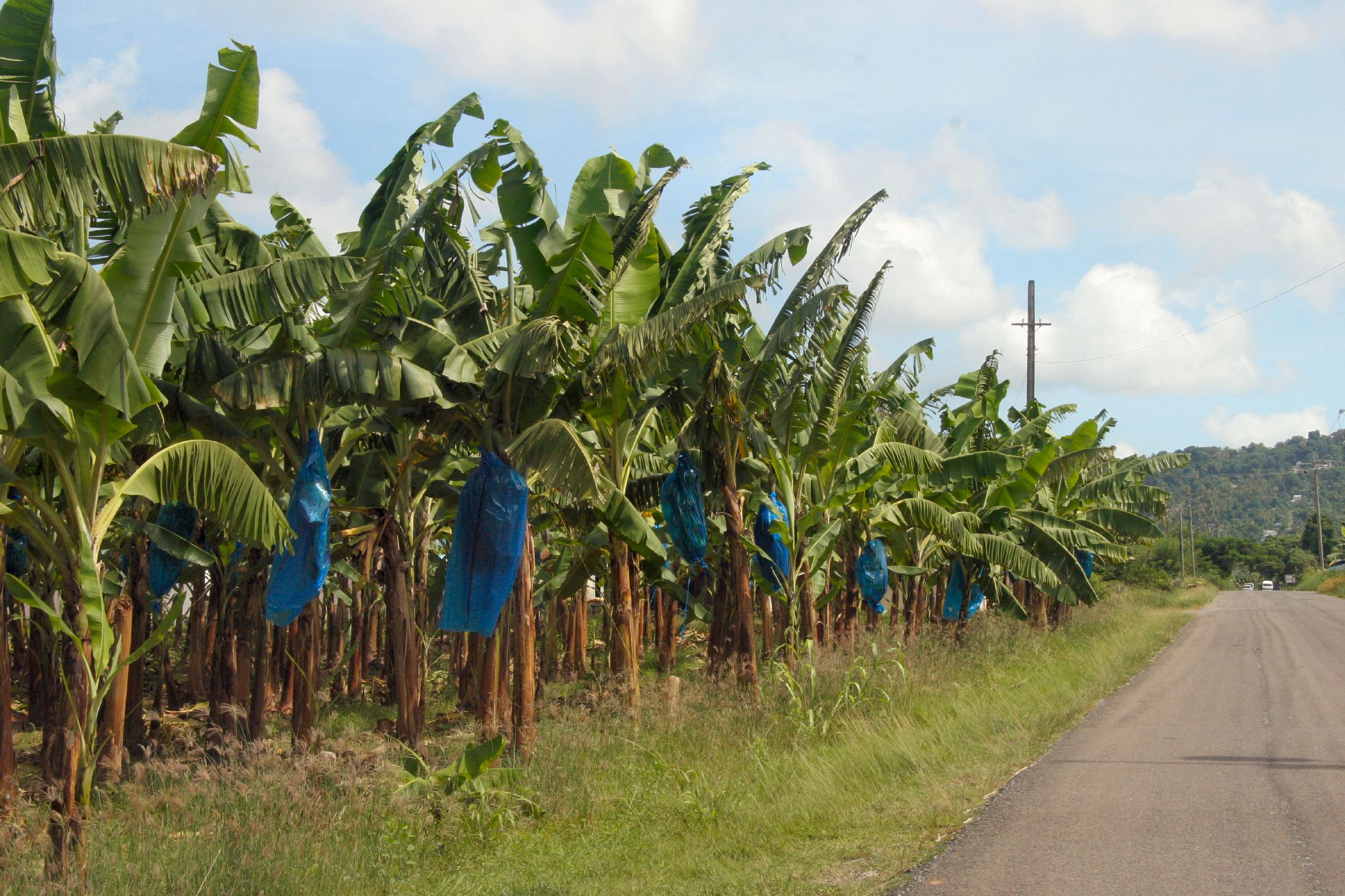
Banánültetvény (Saint Lucia)
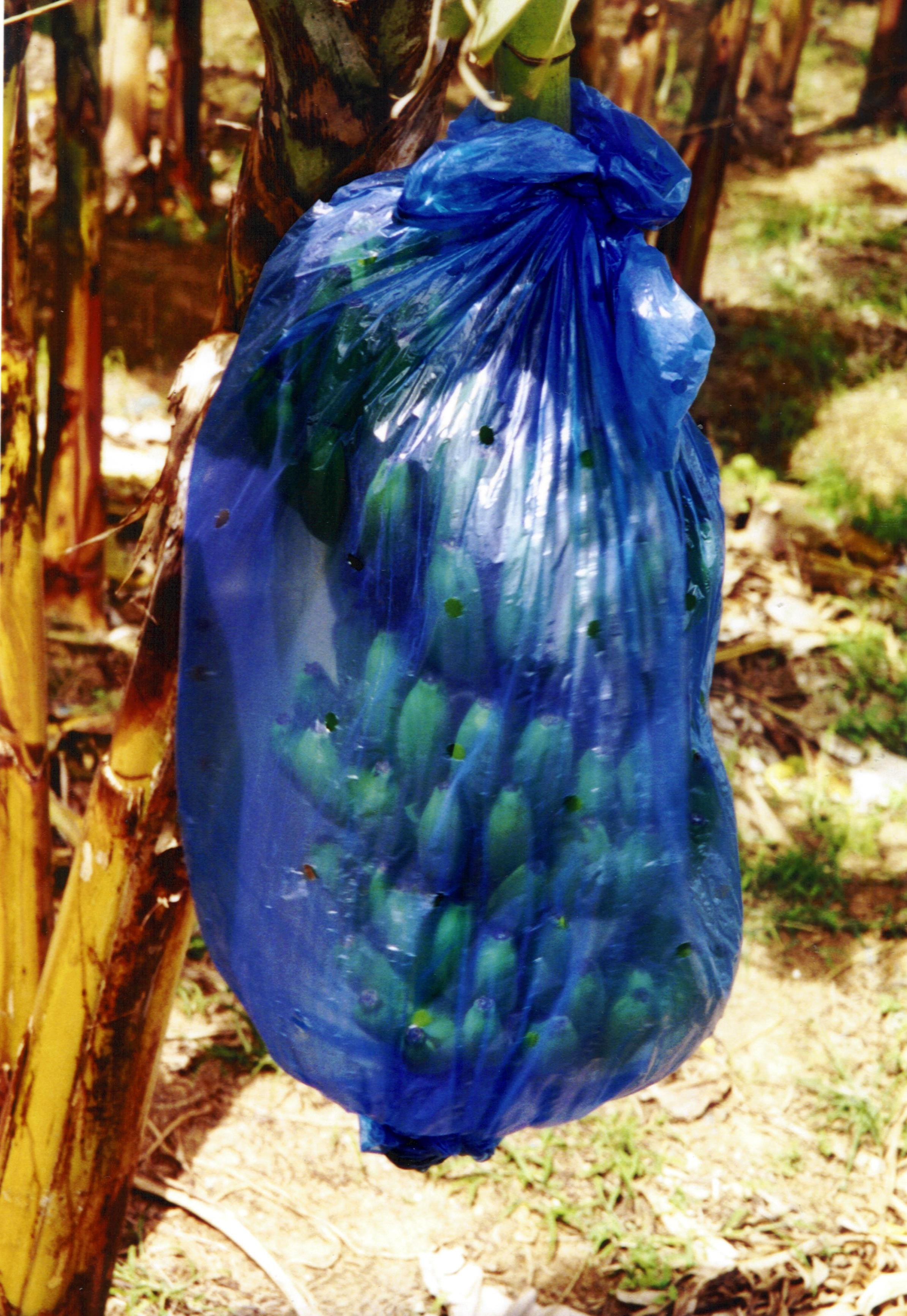
Műanyagzacskóval védik a termést
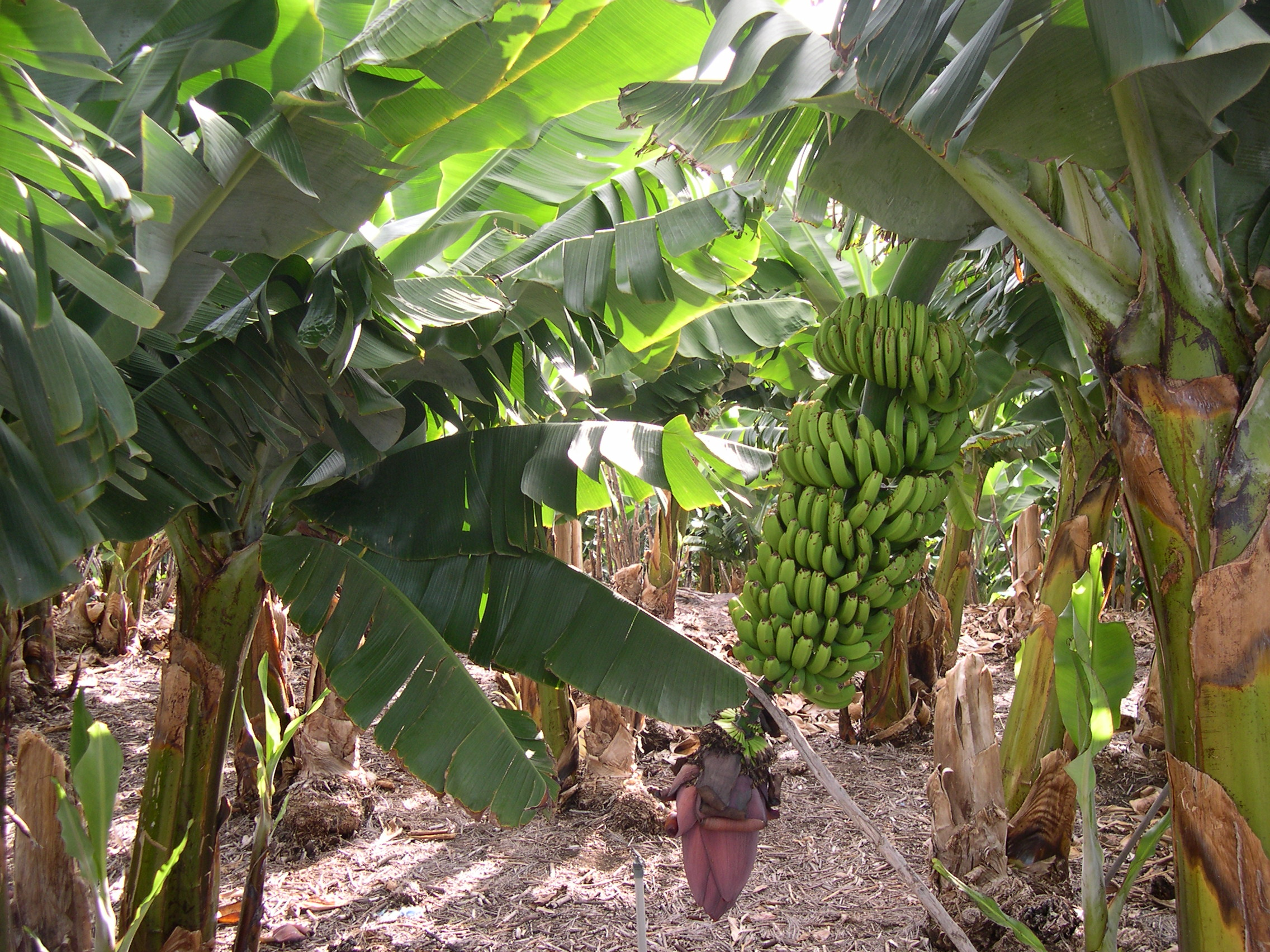
Banán a termésével
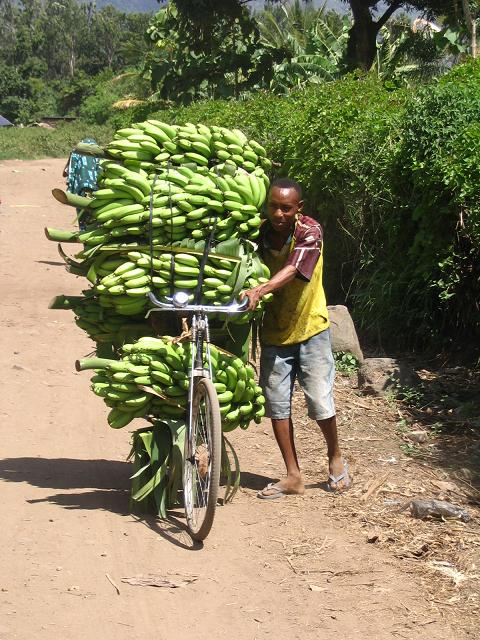
Szállítása Afrikában
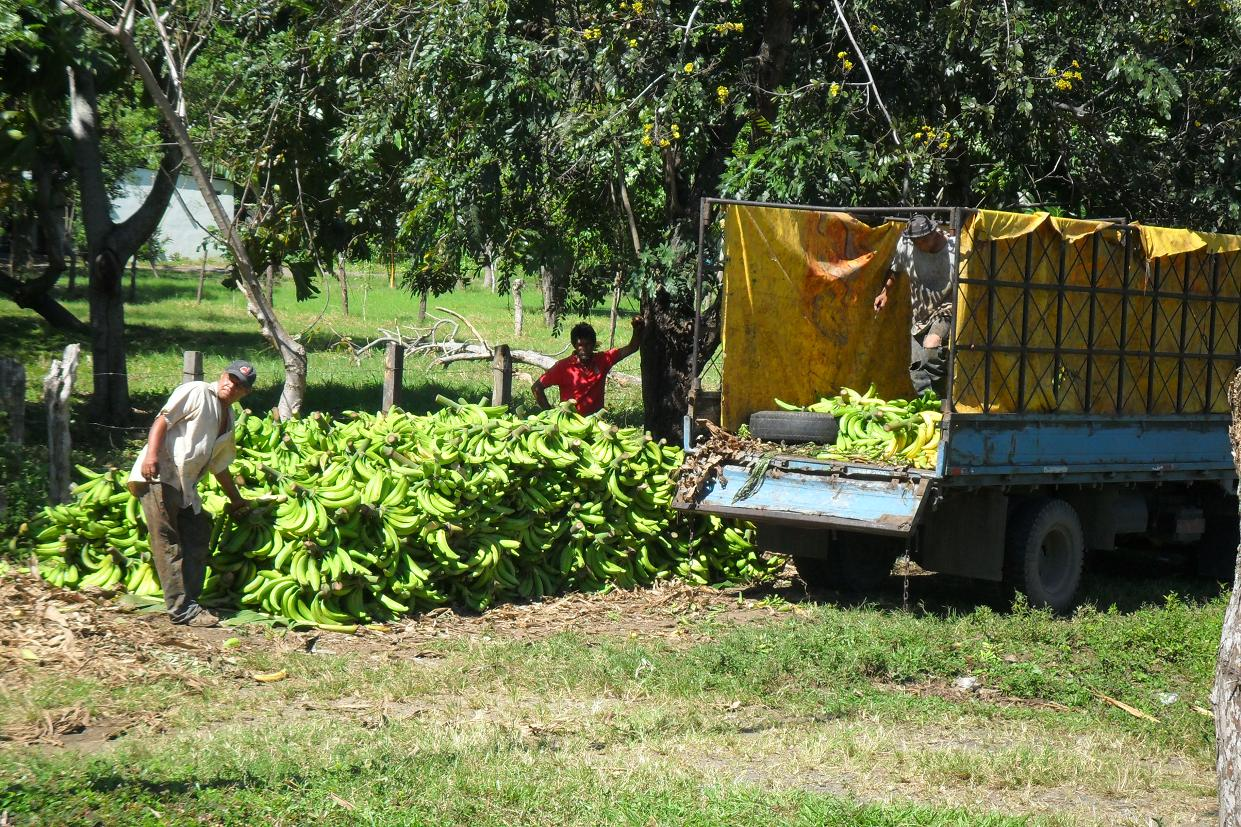
.. és Közép-Amerikában
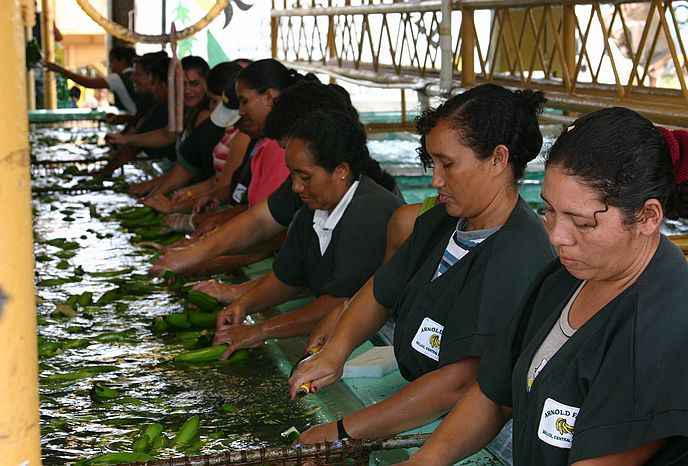
Belizei asszonyok banánt szortíroznak

## Fordítás
- Ez a szócikk részben vagy egészben  a   banana című angol Wikipédia-szócikk ezen változatának fordításán alapul.  Az eredeti cikk szerkesztőit annak laptörténete sorolja fel. Ez a jelzés csupán a megfogalmazás eredetét és a szerzői jogokat jelzi, nem szolgál a cikkben szereplő információk forrásmegjelöléseként.